# CAQDAS
CAQDAS (akronim angielskiego terminu Computer-Assisted Qualitative Data Analysis Software lub krócej QDAS – Qualitative Data Analysis Software) – oprogramowanie wspomagające analizę danych jakościowych. Z oprogramowania tego rodzaju korzysta się w dużych badaniach socjologicznych stosujących metody jakościowe. Za pomocą CAQDAS analizuje się głównie dane tekstowe takie jak transkrypcje wywiadów, teksty prasowe czy notatki z obserwacji.